# Onomastus
Genre
Onomastus est un genre d'araignées aranéomorphes de la famille des Salticidae.

## Distribution
Les espèces de ce genre se rencontrent en Asie du Sud, en Asie du Sud-Est et en Asie de l'Est.

## Liste des espèces
Selon World Spider Catalog (version 25.0, 12/03/2024) :
- Onomastus chenae Lin & Li, 2020
- Onomastus complexipalpis Wanless, 1980
- Onomastus corbetensis Benjamin & Kanesharatnam, 2016
- Onomastus danum Prószyński & Deeleman-Reinhold, 2013
- Onomastus indra Benjamin, 2010
- Onomastus jamestaylori Benjamin & Kanesharatnam, 2016
- Onomastus kaharian Benjamin, 2010
- Onomastus kanoi Ono, 1995
- Onomastus maskeliya Benjamin & Kanesharatnam, 2016
- Onomastus nigricaudus Simon, 1900
- Onomastus nigrimaculatus Zhang & Li, 2005
- Onomastus patellaris Simon, 1900
- Onomastus pethiyagodai Benjamin, 2010
- Onomastus quinquenotatus Simon, 1900
- Onomastus rattotensis Benjamin, 2010
- Onomastus simoni Żabka, 1985
- Onomastus subchenae C. Wang, W. H. Wang & Peng, 2021
- Onomastus zhuwu Lin & Li, 2024

## Systématique et taxinomie
Ce genre a été décrit par Simon en 1900 dans les Attidae.

## Publication originale
- Simon, 1900 : « Études arachnologiques. 30e Mémoire. XLVII. Descriptions d'espèces nouvelles de la famille des Attidae. » Annales de la Société Entomologique de France, vol. 69, p. 27-61 (texte intégral).